# South Wraxall
 (septembre 2023).
Pour les articles homonymes, voir Wraxall (homonymie).
South Wraxall est une paroisse civile et un village du Wiltshire, en Angleterre.